# Stuart Whitman
Stuart Maxwell Whitman (San Francisco, 1 februari 1928 – Montecito, 16 maart 2020) was een Amerikaans acteur. 

## Loopbaan
Whitman maakte in 1951 zijn film- en acteerdebuut met een naamloos rolletje in When Worlds Collide. Sindsdien speelde hij in meer dan 90 films, meer dan 115 inclusief televisiefilms. Hij werd in 1962 genomineerd voor een Oscar voor zijn hoofdrol als Jim Fuller in de dramafilm The Mark en kreeg in 1998 een ster op de Hollywood Walk of Fame.
Whitman speelde ook terugkerende personages in verschillende televisieseries. Zo was hij van 1956 tot en met 1957 herhaaldelijk te zien als Sergeant Walters in Highway Patrol, van 1967 tot en met 1968 als Marshal Jim Crown in Cimarron Strip, in 1990 als Mr. Willis in Knots Landing en van 1988 tot en met 1992 als Jonathan Kent in Superboy

## Privé
Whitman was van 1952 tot en met 1966 getrouwd met Patricia LaLonde, met wie hij zonen Tony (1953), Michael (1954) en Scott (1958) en dochter Linda (1956) kreeg. In 1966 trouwde hij vervolgens met de Française Caroline Boubis, met wie hij zoon Justin kreeg. Dit huwelijk eindigde in 1974.

## Filmografie
*Selectie
- Second Chances - Buddy (1998)
- Trial by Jury - Emmett (1994)
- Ten to Chi to - voice-over Engelstalige versie (1990)
- Butterfly - Reverend Rivers (1982)
- The Monster Club - Sam (1981)
- Eaten Alive - Sheriff Martin (1977)
- An American Dream - Stephen Richard Rojack (1966)
- Those Magnificent Men in their Flying Machines - Orvil Newton (1965)
- Rio Conchos - Captain Haven (1964)
- The Longest Day - Luitenant Sheen (1962)
- The Comancheros - Paul Regret (1961)
- The Mark - Jim Fuller (1961)
- Murder, Inc. - Joey Collins (1960)
- Ten North Frederick - Charley Bongiorno (1958)
- Interrupted Melody - Man op het strand (1955)
- Brigadoon - New York Club Patron (1954)
- Silver Lode - Wicker (1954)
- The Man from the Alamo - Ziekenhuismedewerker (1953)
- The Day the Earth Stood Still - Sentry (1951)
- When Worlds Collide - Man bij de bank (1951)

- Biblioteca Nacional de España: XX1080320
- Bibliothèque nationale de France: cb13901136n (data)
- Gemeinsame Normdatei: 172680751
- International Standard Name Identifier: 0000 0001 1768 8321
- Library of Congress Control Number: no99035817
- MusicBrainz: becf2afa-62b3-4607-a94e-77018df024e2
- Nationale Bibliotheek van Israël: 987007314839605171
- Nederlandse Thesaurus van Auteursnamen: 07194480X
- Istituto Centrale per il Catalogo Unico: LO1V261290
- Système universitaire de documentation: 070225052
- Virtual International Authority File: 69117218
- WorldCat: E39PBJhCFFPpMqhffG3wJ8KGHC